# جومه دورن
جومه دورن (انگلیسی: Jaume Durán؛ زادهٔ ۲۶ مارس ۱۹۸۴) بازیکن فوتبال اهل اسپانیا است.